# Ctenentoma
Ctenentoma is een geslacht van uitgestorven kreeftachtigen uit de klasse van de Ostracoda (mosselkreeftjes).

## Soorten
- Ctenentoma antiqua (Steusloff, 1894) Schallreuter, 1993 †
- Ctenentoma bispinosa (Ulrich, 1890) Schmidt, 1941 †
- Ctenentoma levis (Sarv, 1959) Schallreuter, 1993 †
- Ctenentoma loculata (Ulrich, 1900) Schmidt, 1941 †
- Ctenentoma macroreticulata Hessland, 1949 †
- Ctenentoma nagnerae Schallreuter, 1989 †
- Ctenentoma pola Schallreuter, 1993 †
- Ctenentoma simplex (Krause, 1892) Schmidt, 1941 †
- Ctenentoma subcrassa (Ulrich, 1900) Schmidt, 1941 †
- Ctenentoma umbonata (Steusloff, 1894) Schmidt, 1941 †